# Niklasdorf
Niklasdorf é um município da Áustria, situado no distrito de Leoben, na estado da Estíria. Tem 15,13 km² de área e sua população em 2019 foi estimada em 2.410 habitantes.